# File (Egipto)
File o Filé (en textos latinos: Philæ, Philae, Filae; en griego: Φιλαί ; en egipcio: pꜣ-ı͗w-rq) era el nombre de una isla situada en el río Nilo, a once kilómetros al sur de Asuán, en Egipto (24°01′15″N 32°53′22″E / 24.02083, 32.88944). Fue célebre por los templos erigidos durante los periodos ptolemaico y romano dedicados al culto a la diosa Isis que se propagó por todo el Mediterráneo, manteniéndose su veneración en el templo de File hasta que fue prohibido en tiempos de Justiniano I, el año 535 d. C. 
La isla de File quedó sumergida en el siglo XX bajo las aguas embalsadas por la presa de Asuán, aunque bajo patrocinio de la Unesco los templos fueron desmontados, trasladados y reconstruidos en el cercano islote de Agilkia.

## Historia
Isis fue una de las diosas principales del panteón egipcio, pero solo a partir de Nectanebo I, faraón de la dinastía XXX, comenzaron a erigirse edificaciones sacras de cierta importancia en la isla. Los lágidas continuaron ampliando el complejo y, posteriormente, algunos emperadores romanos como Augusto, Tiberio, Trajano y Adriano, ordenaron construir más edificaciones.
El culto a la diosa perduró hasta el siglo VI, cuando el emperador romano de oriente, Justiniano I lo proscribió. El conjunto se reconvirtió en iglesia cristiana dedicada a la advocación de San Esteban, hasta el siglo XII, época en que el credo islamista ya se había impuesto como religión mayoritaria de la población egipcia.

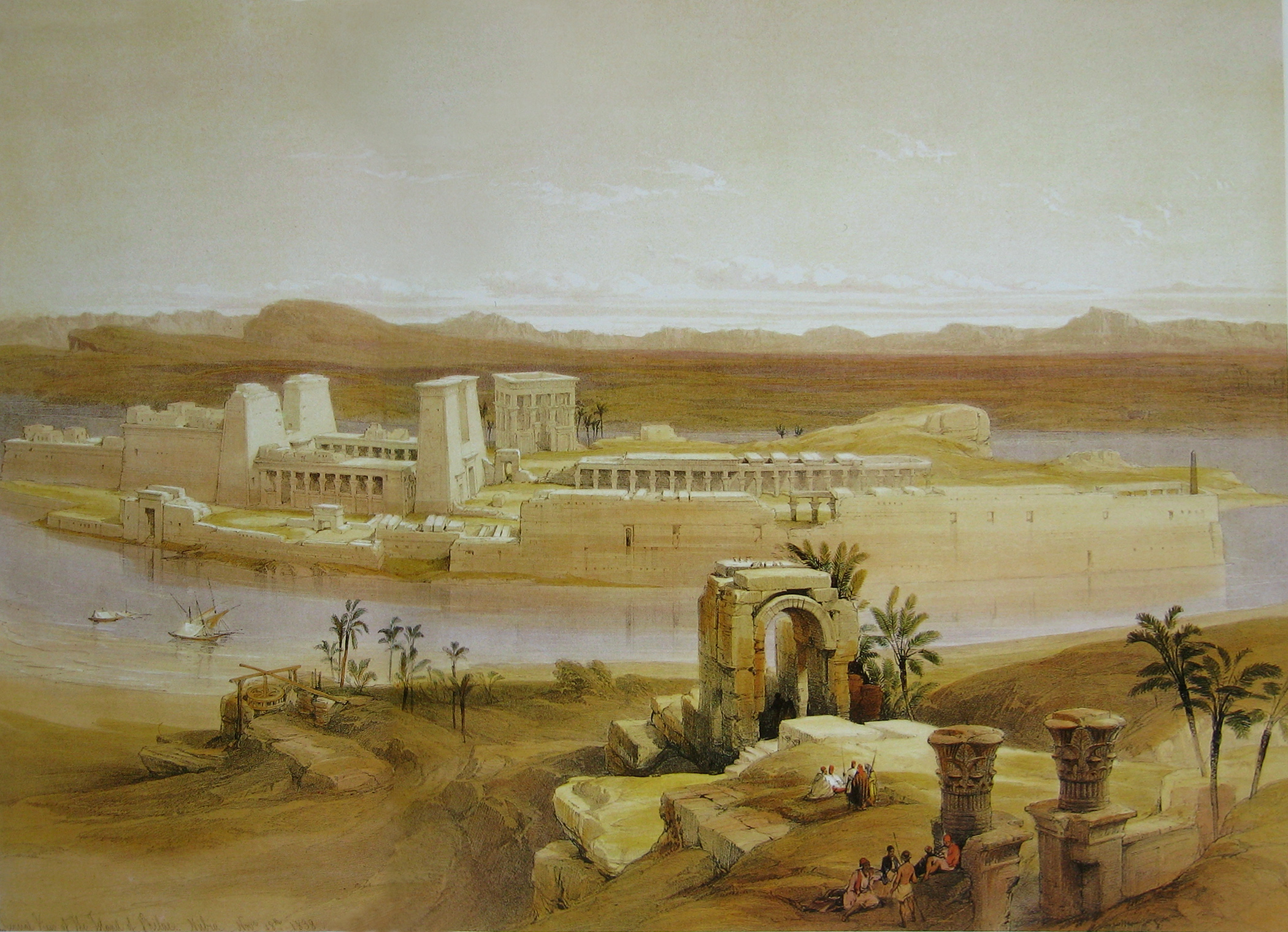
Templo de File en 1838. Pintura de David Roberts.

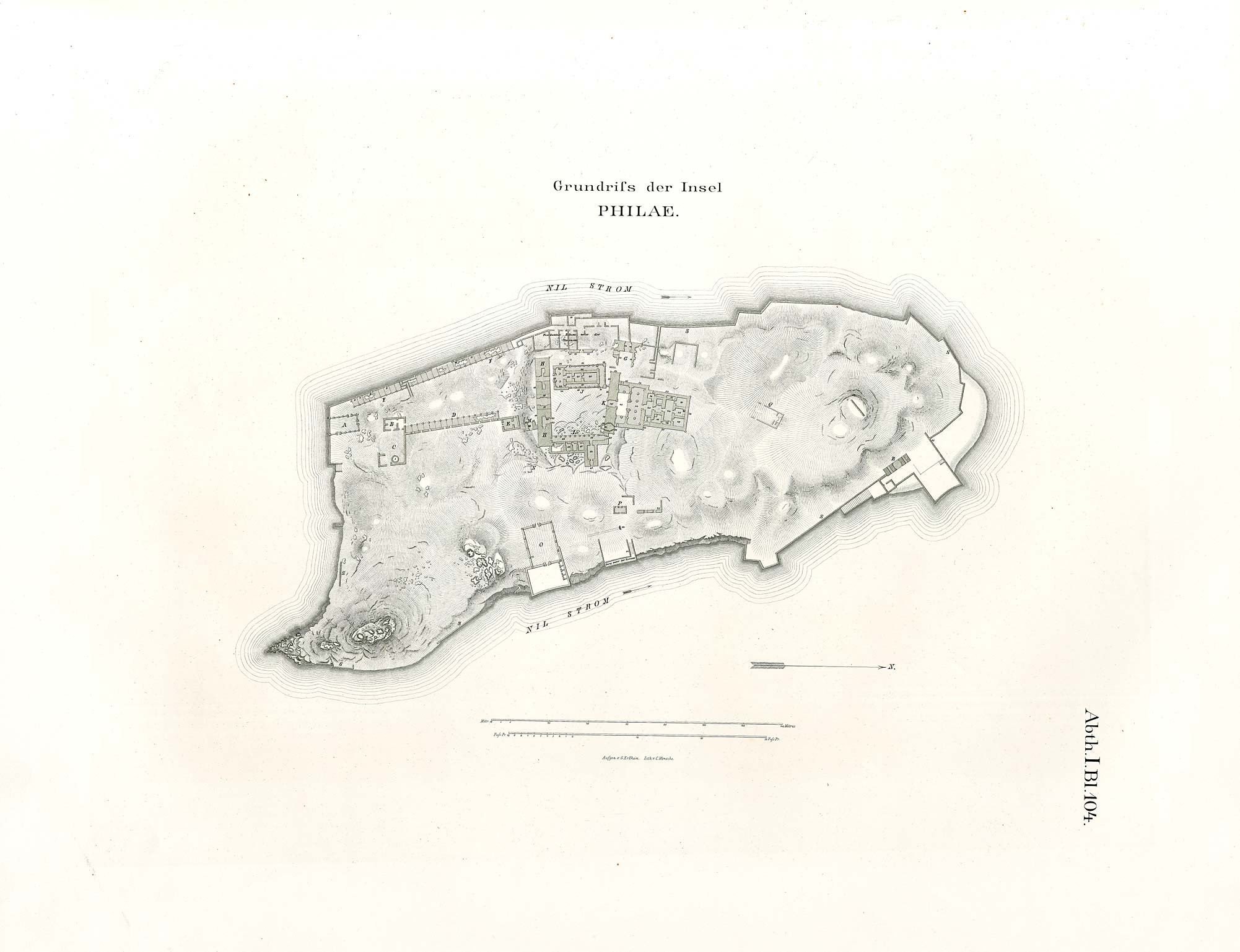
Mapa de los templos de Filé.

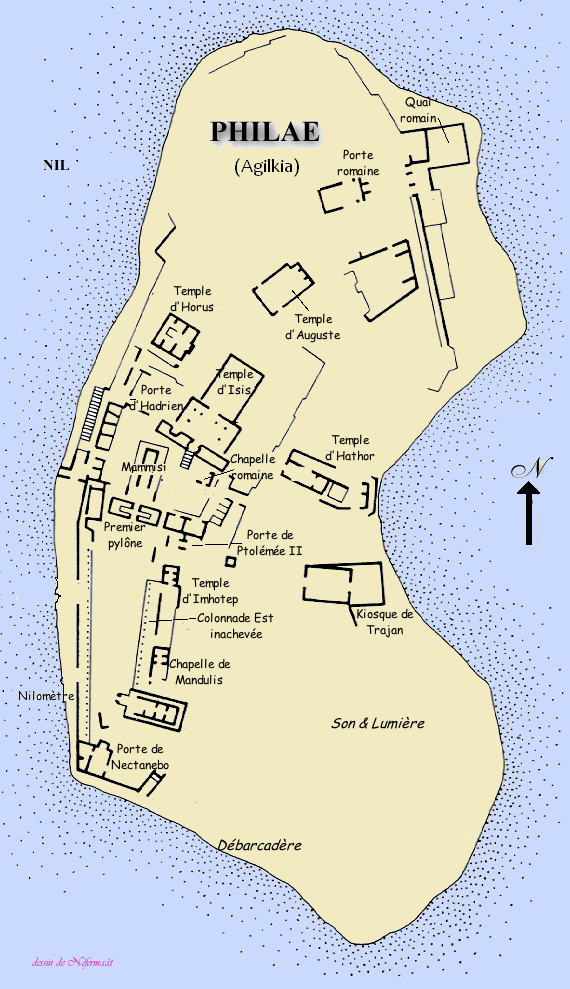
Mapa de los templos en su ubicación actual, la isla de Agilkia.

## Patrimonio de la Humanidad
El conjunto de templos de Filé forma parte del Museo al Aire Libre de Nubia y Asuán, declarado Patrimonio de la Humanidad por la Unesco en 1979 con el nombre de Monumentos de Nubia de Abú Simbel a Filé.

## El sistema templario en Filé; la gramática del templo
El conjunto de templos de la isla de Filé no constituye un sistema aislado. Antes bien, está estrechamente vinculado a otros templos cercanos (Abatón) y a la serie de templos nubios que, desde Filé, jalonan las orillas de la Baja Nubia. Los faraones (casi de forma continuada en cada reinado) habían donado "los campos" (el Dodekaschoenos) a la diosa, lo que es lo mismo que decir: a sus sacerdotes.
En la isla, existe una clara gradación en los templos. El templo principal es el de Isis, que ocupa la posición axial principal, estando los otros templos (Arensnufis, Imhotep, etc.) subordinados al de la diosa, ubicándose transversalmente a dicho eje.
La decoración de los muros de los templos que constituyen el conjunto de Filé se realizó conforme a un sistema descrito por Eleni Vassilika (Ptolemaic Philae), según el cual los artistas, siguiendo las directrices de los teólogos, habrían elaborado una serie de cartones decorativos a partir de los cuales se habrían ido levantando las decoraciones murales, manteniendo estrictas normas regladas.

## Los templos levantados en la isla de Filé
El conjunto del templo de Isis dispone de varias edificaciones:
- El vestíbulo de Nectanebo I, con sillares de época de Taharqo
- El templo de Arensnufis, divinidad meroítica, de tiempos de Ptolomeo IV Filópator y Arqamani II, rey de Meroe.
- Las columnatas de época de Augusto y Tiberio.
- La capilla de Mandulis, divinidad nubia.
- El templo dedicado a Imhotep, sabio divinizado de la época de Dyeser.
- La puerta de tiempos de Ptolomeo II Filadelfo
- El primer pilono, con los obeliscos de Ptolomeo VIII Evérgetes.
- El patio con el mammisi, de Ptolomeo VIII, terminado por Tiberio.
- El templo de Isis, decorado en época de Ptolomeo II, terminado por Augusto y Tiberio.
- El templo de Hathor, de Ptolomeo VI Filómetor y Ptolomeo VIII Evérgetes.
- Al oeste está la llamada puerta de Adriano, al pasar por la cual se llega a la capilla principal y al templo de la diosa Hathor, al este del templo de Isis. Los pilares están decorados con escenas de músicos, bailarines y dioses. Al sudeste está el quiosco de Trajano.

## Estancias anexas
Entre las principales estancias que alberga el conjunto, cabe destacar:
- La biblioteca. El templo contaba con una biblioteca de textos sagrados en papiro, para uso de los sacerdotes en su culto diario, así como para depósito de documentos.
- La llamada "Estancia Meroítica". Una de las salas del templo acoge un interesante grupo de inscripciones y representaciones meroíticas, de extraordinario interés para la historia de la zona.

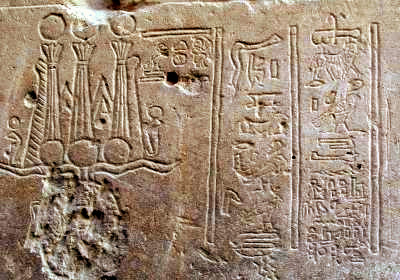
Los últimos jeroglíficos.

|  |  |  |

## Últimos vestigios de la antigua escritura egipcia
La última inscripción jeroglífica de la que tenemos evidencias fue grabada en los muros de la puerta llamada de Adriano, situada en el recinto del templo del Isis; se grabó el día 24 de agosto de 394, y consistía en una invocación al dios kushita Mandulis.
El último texto escrito en egipcio demótico se fechó el día once de diciembre del año 452; se trata de una frase pintada en los muros del templo del Isis, en File.